# Чернохвостый каменный окунь
Чернохвостый каменный окунь (лат. Serranus atricauda) — вид лучепёрых рыб семейства каменные окуни (Serranidae).

## Ареал
Распространены в восточной части Атлантического океана от Бискайского залива до Мавритании, включая Азорские и Канарские острова, архипелаг Мадейра, а также в западной части Средиземного моря .

## Описание
Морская придонная рыба. Обитает от приливной зоны до глубины 150 м над скалистыми грунтами.
Питается мелкими рыбами и ракообразными .
Синхронные гермафродиты. Половой зрелости достигают при длине тела 19,3 см (50 % популяции). Нерестятся на протяжении всего года с пиком в марте—июле, до 42 раз за год. Общая плодовитость от 0,91 до 15,5 млн ооцитов .
Максимальная длина тела — 43,2 см, а масса — 1104 г. Продолжительность жизни — до 16 лет.